# Oceanapia abrolhosensis
Oceanapia abrolhosensis är en svampdjursart som först beskrevs av Arthur Dendy och Frederick 1924.  Oceanapia abrolhosensis ingår i släktet Oceanapia och familjen Phloeodictyidae. Inga underarter finns listade i Catalogue of Life.